# Michael Kazin
Michael Kazin és professor d'Història moderna a la Universitat de Georgetown i codirector, juntament amb Michael Walzer, de la revista nord-americana Dissent, prestigiosa publicació de pensament intel·lectual progressista. La seva obra se centra en la història de la política i els moviments socials dels Estats Units, amb una referència especial al populisme. El professor Kazin és columnista habitual a The New Republic On-Line i escriu regularment per a The New York Times i The Washington Post, entre d'altres. Entre els seus llibres destaquen: American Dreamers: How the Left Changed a Nation (Somiadors americans: sobre com l'esquerra va canviar una nació), The Populist Persuasion: An American History (La convicció populista: una història nord-americana), a més d'America Divided: The Civil War of the 1960s (Amèrica dividida: la Guerra Civil dels anys seixanta), que va escriure conjuntament amb Maurice Isserman i que va per la seva quarta edició. També va editar el llibre In Search of Progressive America, Americanism: New Perspectives on the History of an Ideal (A la cerca de l'Amèrica progressista. L'americanisme: nous enfocaments sobre la història d'un ideal) amb Joseph McCartin, com també The Princeton Encyclopedia of American Political History (Enciclopèdia Princeton de la Història Política dels Estats Units).